# Jean André Delpit
Pour les articles homonymes, voir Delpit.
Jean André Delpit est un homme politique français né le 12 février 1770 à Saint-Avit-Sénieur (Dordogne) et mort le 7 août 1834 à Paris.

## Biographie
Avocat à Bordeaux, il est mis hors la loi après la chute des Girondins, le 31 mai 1793. Après le 9 thermidor, il devient administrateur du district de Belèves, puis de la Dordogne. Il est député de la Dordogne en 1797, mais est proscrit après le 18 fructidor.
Conseiller municipal de Bordeaux en 1807, il est conseiller à la cour impériale en 1811, puis président de chambre en 1816 et premier président en 1824. Il retrouve un poste de député de la Dordogne de 1824 à 1827, siégeant dans la majorité soutenant les gouvernements de la Restauration. Il est conseiller à la Cour de cassation en 1826.

## Sources
- « Jean André Delpit », dans Adolphe Robert et Gaston Cougny, Dictionnaire des parlementaires français, Edgar Bourloton, 1889-1891 [détail de l’édition]
- "Jean-André Delpit", dans Edouard Féret, Statistique générale topographique, scientifique, administrative, industrielle, commerciale, agricole, historique, archéologique et biographique du département de la Gironde. 3, biographie. - Bordeaux : Féret ; Paris : Masson ; Paris : E. Lechevalier, 1889